# Tatsuhiko Kubo
Tatsuhiko Kubo (久保 竜彦?, Kubo Tatsuhiko; Fukuoka, 18 giugno 1976) è un ex calciatore giapponese, di ruolo attaccante.

## Palmarès

### Club
- Campionato giapponese: 2

Yokohama F·Marinos: 2003, 2004
- Supercoppa giapponese: 1

Sanfrecce Hiroshima: 2008

### Nazionale
- Coppa d'Asia: 1

2000

### Individuale
- Capocannoniere della Coppa J. League: 1

2001 (4 gol, a pari merito con Shōji Jō, Wagner Lopes, Masanobu Matsunami, Masashi Nakayama e Tuto)
- Calciatore giapponese dell'anno: 1

2003